# Sjaak (rappeur)
Sjaak, de son vrai nom Mehdi Chafi, né le 24 septembre 1985 à Amsterdam est un rappeur néerlandais d'origine marocaine, il est un des rappeurs phare aux Pays-Bas, il collabore avec Ali B et Drake (Rappeur) pour ses titres. Il est réputé pour sa voix assez portante et son style hardcore tant dans son style que dans ses paroles. C'est autour de lui et d'autres jeunes rappeurs comme Yes-R que l'avenir du rap marocain évolue aux Pays-Bas.

## Jeunesse et débuts
Depuis son jeune âge, Sjaak a été sous l'influence du rap gangster et le rap raga muffin qui ont fini par devenir un passe-temps pour lui. SJAAK a fréquenté le centre communautaire de son quartier. Malgré sa célébrité, Sjaak continu de fréquenter ce centre de nos jours. C’est dans ce centre qu’il commence à écrire et enregistrer sa musique. Sjaak a développé son propre style et la qualité de ses  textes et sa voix porteuse lui ouvrira très tôt les portes des géants de la production musicale aux Pays-Bas.
Sjaak s’est fait connaître du grand public en été 2007 avec la chanson Ik heb schijt en collaboration avec Appa. Dans cet opus, il a  critiqué le gouvernement et son approche dans les zones défavorisées. Le clip vidéo qui l'accompagne met l’accent sur des images qui confirment le propos tenu par le rappeur. La jeunesse révoltée y sera représentée par des  jeunes qui portent des foulards palestiniens à Amsterdam avec des armes visibles. 
Le clip a attiré l'attention des médias nationaux et par le même coup fera connaître Sjaak en battant le record de vues des vidéos de l'artiste qui avaient été publiées jusque-là sur Internet.

## Discographie

### Albums studio
- 2008 : Sjaakmat
- 2012 : Wat is er?

### Mixtapes
- 2007 : Éénmans mixtape: Hits & classics
- 2013 : Loco Mexicano

### Singles
- 2008 : Stuk
- 2008 : Baas
- 2008 : Whoop Whoop
- 2009 : Licht van de laser
- 2009 : Baby go down
- 2010 : Gangsterboys feat. Yes-R, Darryl et Soesi B
- 2011 : Ik ga lekker
- 2012 : Krokodilfeat. Yellow Claw et Mr. Polska
- 2012 : Hasselhoff
- 2013 : Jean-Claude Van Damme
- 2013 : Helemaal naar de klote
- 2013 : Weekend
- 2013 : Maak Money feat. The Opposites
- 2013 : Stuntman feat. Appa
- 2016 : Alleen
- 2017 : Alles
- 2017 : MDMA feat. 3robi et LouiVos
- 2017 : Hasta Luego feat. Mula B
- 2018 : Boss Like That feat. Sidney Samson et 3robi

### Documentaires et interviews
- 2016 : Documentaire Mocrorappers diffusé sur Videoland ;